# Loupiac-de-la-Réole
 Loupiac-de-la-Réole  là một xã thuộc tỉnh Gironde trong vùng Nouvelle-Aquitaine tây nam nước Pháp.